# 福本武久
福本 武久（ふくもと たけひさ、1942年4月21日 - ）は、日本の小説家。

## 来歴・人物
京都市出身。京都市立堀川高等学校、同志社大学法学部卒。
繊維関連メーカに勤めながら、大阪文学学校に遊んだのをきっかけにして、小説を書きはじめる。同人誌活動もそのころからはじめ、仲間とともに「風」「構図」などを創刊。とくに「らぐたいむ」には、毎号小説作品を発表した。1978年春、「電車ごっこ停戦」で第14回太宰治賞を受け、作家としてスタートする。それ以降は小説（知的障害児と家族をテーマにしたもの、歴史に素材をもとめた伝記物、スポーツを背景にした青春物）、エッセイ（サラリーマンの世界をテーマにしたもの）、ドキュメンタリー、児童文学（創作）などを柱に執筆活動をつづけている。
代表作に三部作『電車ごっこ停戦』『家族トライアングル』『疾走する家族』。『新島襄とその妻』をはじめ、母校同志社の創立者である新島襄とその妻新島八重の伝記を多く書いており、2013年のNHK大河ドラマ『八重の桜』の放映に伴って作品が続々と文庫化されている。

## 作品一覧

### 小説
- 『電車ごっこ停戦』筑摩書房、1978年
- 『織匠』筑摩書房、1981年
- 『会津おんな戦記』筑摩書房、1983年。のち新潮文庫『小説・新島八重 会津おんな戦記』(2012年)
- 『新島襄とその妻』新潮社、1983年。のち新潮文庫『小説・新島八重 新島襄とその妻』(2012年)
- 『地の歌人　三ヶ島葭子』新潮社、1986年
- 『湖の子たちの夏』筑摩書房、1988年
- 『家族トライアングル』筑摩書房、1992年
- 『疾走する家族』筑摩書房、1998年
- 『舌剣奔る 小説・横井小楠』竹内書店新社、2001
- 『ラストラン 東京国際女子マラソン』ブックウェイ、2010年
- 『武州かわごえ 繋舟騒動』ブックウェイ、2011
- 『小説・新島八重 勇婦、最後の祈り』筑摩書房、2012年

### 児童書
- 『桜組のマサオくん』偕成社、1983年
- 『新世界に学ぶ 新島襄の青春』（ちくま少年図書館）筑摩書房、1985年。のちちくま文庫『新島襄の青春』（2012年）
- 『お見合いはバーベキューで』偕成社、1988年

### ノンフィクション
- 『ここだけの話だけど ビジネス語入門』筑摩書房、1988年（エッセイ）
- 『企業のトップはこれを読む 愛読書で語る経営哲学』筑摩書房、1991年
- 『人間ドキュメント「ボランティア」を生きる 15の「心優しき人たちの物語」』実業之日本社、2000年
- 『夢があるから、がんばれる 無名の「よき市民」たちの生きざま』PHP研究所、2005年
- 『新島八重　おんなの戦い』角川書店、角川ワンテーマ21、2012年
- 『新島襄と八重 同志の絆』原書房、2012年

### 共著
- 『会津武士　山本覚馬・丹羽五郎』高橋哲夫共著　歴史春秋社、1991年

### テレビドラマ
- 女のたたかい-会津そして京都（原作『新島襄とその妻』、 1985年、ABC系、出演：栗原小巻、滝田栄）